# 省 (比利时)
省是比利时的二级行政区划，位于大区与区之间。今天比利时有10个省份，瓦隆大区和弗拉芒大區各有5个，布鲁塞尔首都大区无省份。